# Liste der Monuments historiques in Saint-Aubin (Aube)
Die Liste der Monuments historiques in Saint-Aubin führt die Monuments historiques in der französischen Gemeinde Saint-Aubin auf.

## Liste der Immobilien
| Bezeichnung                | Beschreibung | Standort                      | Kennzeichnung | Schutzstatus | Datum     | Bild           |
| -------------------------- | --- | ----------------------------- | ------------- | ------------ | --------- | -------------- |
| Menhir de la Grande-Pierre | jungsteinzeitlich | nordwestlich des Ortes (Lage) | PA00125374    | Inscrit      | 1993      | weitere Bilder |
| Kloster Le Paraclet        | Benediktinerinnenkloster, 1130 von Heloisa gegründet, nach der Französischen Revolution aufgelöst und teilweise abgebrochen; erhalten: Konventsgebäude, 18. Jahrhundert, drei Scheunen und ein Taubenturm, 17. Jahrhundert, Kapelle und Denkmal für Abaelard und Heloisa (mit älterer Krypta), 20. Jahrhundert; auch auf dem Gebiet von Ferreux-Quincey | südöstlich des Ortes (Lage)   | PA00135308    | Inscrit      | 1925 1995 | weitere Bilder |

## Liste der Objekte
| Bezeichnung                            | Beschreibung               | Standort                      | Kennzeichnung | Schutzstatus | Datum | Bild |
| -------------------------------------- | -------------------------- | ----------------------------- | ------------- | ------------ | ----- | ---- |
| Grabstein für Guillaume de Saint-Aubin | Kalkstein, bezeichnet 1298 | in der Kirche St-Aubin (Lage) | PM10001905    | Classé       | 1913  |      |